# Drieteenstrandloper
De drieteenstrandloper (Calidris alba) is een vogel uit de familie van snipachtigen (Scolopacidae).

## Kenmerken

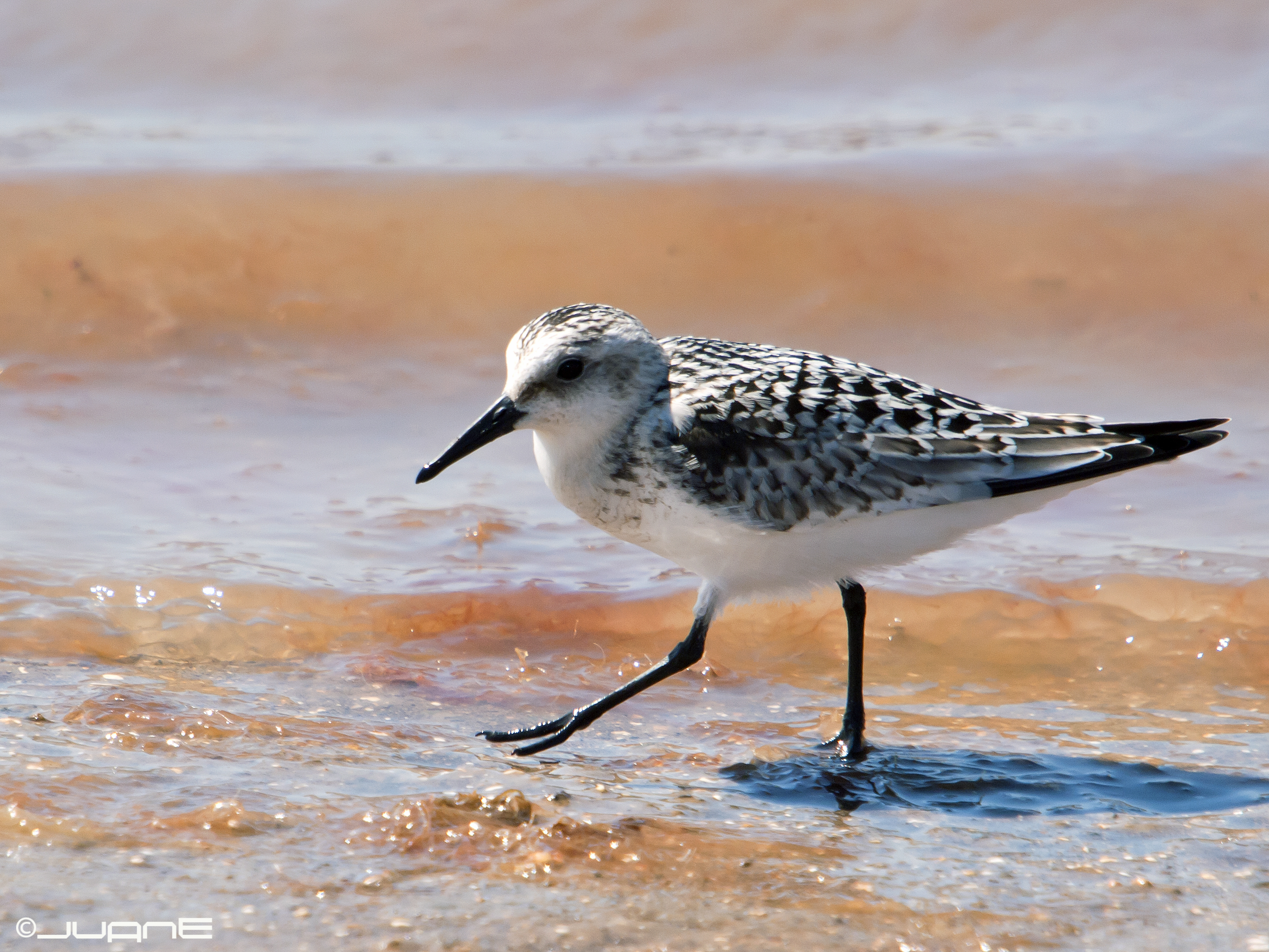
Juveniele drieteenstrandloper

De dieren worden ongeveer 20 centimeter groot. In de zomer zijn drieteenstrandlopers roestkleurig en hebben ze een witte buik. In de winter worden ze grijswit en hebben ze een zwarte vlek op de voorvleugel.

## Leefwijze
Het voedsel van deze in groepen levende vogels bestaat uit insecten, kleine wormen, slakken, maar ook stukjes wier, mos en zaadjes staan op het menu.

## Verspreiding en leefgebied
Deze soort komt voor in Noord-Amerika, Alaska, Groenland, Spitsbergen en het noordelijke deel van Siberië. Hij overwintert in Zuidwest-Europa, het westelijke Middellandse Zeegebied, Afrika, Zuid-Amerika en Australië.
De soort telt twee ondersoorten:
- C. a. alba: Ellesmere-eiland, noordelijk en oostelijk Groenland, Spitsbergen, Franz Josefland en Tajmyr.
- C. a. rubida: noordoostelijk Siberië, Alaska en noordelijk Canada.

## Voorkomen in Nederland
In Nederland en België komen drieteenstrandlopers in de winter voor. In de winter bevinden ze zich aan zandstranden, waar ze achter de afrollende golfjes aan rennen. Om te broeden trekt de soort naar de noordelijke toendra.

## Video
- Video van een drieteenstrandloper